# 巴尔的摩珍珠队
巴尔的摩珍珠队（Baltimore Pearls） 是新美国篮球协会的前属球队，主场在马里兰州,巴尔的摩。珍珠队最初进入联盟的首个主场位于当地的“boys and girls”俱乐部内，之后转去了当地的一所高中。球队度过了一个郁闷的赛季战绩只有2胜23负从而错事季候赛资格。之后球队在 巴尔的摩寇平州立学院的寇平中心打过一段时间。球队在2006赛季前不久就解散了。 （页面存档备份，存于）